# Komenda Rejonu Uzupełnień Ostrów Wielkopolski

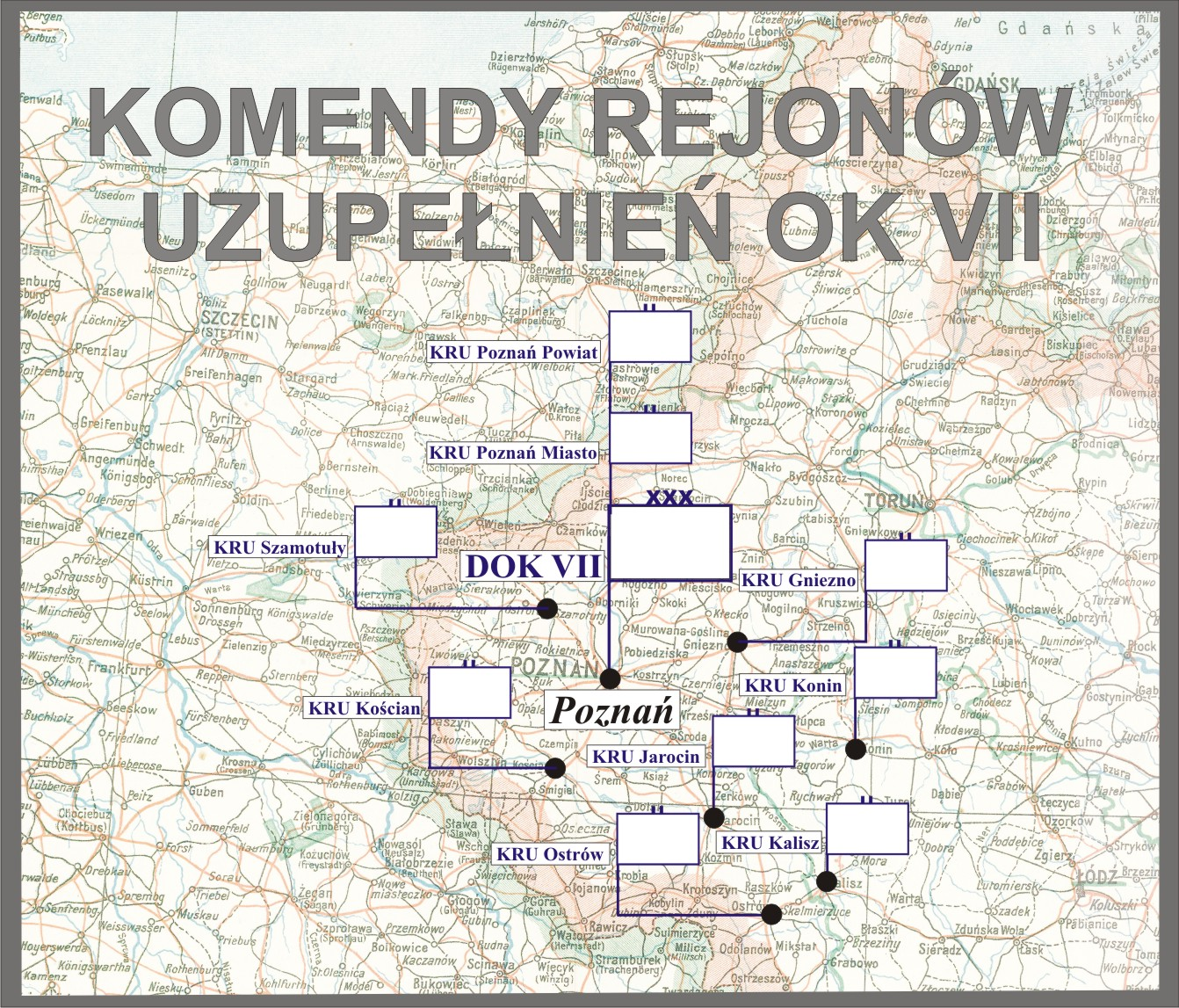
Komendy rejonów uzupełnień DOK VII

Komenda Rejonu Uzupełnień Ostrów Wielkopolski (KRU Ostrów Wielkopolski) – organ wojskowy właściwy w sprawach uzupełnień Sił Zbrojnych II Rzeczypospolitej i administracji rezerw w powierzonym mu rejonie.

## Historia komendy
W czerwcu 1921 roku Powiatowa Komenda Uzupełnień Ostrów podlegała Dowództwu Okręgu Generalnego „Poznań” i obejmowała swoją właściwością powiaty: jarociński, kępiński, odolanowski, ostrowski, ostrzeszowski i pleszewski.
Z dniem 15 listopada 1921 roku weszła w życie pokojowa organizacja służby poborowej oraz podział kraju na dziesięć okręgów korpusów. PKU Ostrów została podporządkowana Dowództwu Okręgu Korpusu Nr VII w Poznaniu i bejmowała swoją właściwością powiaty: kępiński, odolanowski, ostrowski i ostrzeszowski, „łącznie z odnośnymi częściami pow. sycowskiego i namysłowskiego”. Powiaty jarociński i pleszewski zostały podporządkowane nowo utworzonej PKU Jarocin.
W kwietniu 1925 roku okręg poborowy PKU Ostrów obejmował powiaty: kępiński, odolanowski, ostrowski, ostrzeszowski i sycowski.
W marcu 1930 roku PKU Ostrów Poznański obejmowała powiaty: odolanowski, ostrowski, ostrzeszowski i kępiński (sycowski). W grudniu tego roku posiadała skład osobowy typ IV.
31 lipca 1931 roku gen. dyw. Kazimierz Fabrycy, w zastępstwie ministra spraw wojskowych, rozkazem B. Og. Org. 4031 Org. wprowadził zmiany w organizacji służby poborowej na stopie pokojowej. Zmiany te polegały między innymi na zamianie stanowisk oficerów administracji w PKU na stanowiska oficerów broni (piechoty) oraz zmniejszeniu składu osobowego PKU typ I–IV o jednego oficera i zwiększeniu o jednego urzędnika II kategorii. Liczba szeregowych zawodowych i niezawodowych oraz urzędników III kategorii i niższych funkcjonariuszy pozostała bez zmian.
Z dniem 1 kwietnia 1932 roku zostały zniesione powiaty odolanowski i ostrzeszowski. Terytorium zniesionego powiatu odolanowskiego zostało włączone do powiatu ostrowskiego, natomiast powiatu ostrzeszowskiego do powiatu kępińskiego.
1 lipca 1938 roku weszła w życie nowa organizacja służby uzupełnień, zgodnie z którą dotychczasowa Powiatowa Komenda Uzupełnień została przemianowana na Komendę Rejonu Uzupełnień Ostrów Wielkopolski przy czym nazwa ta zaczęła obowiązywać 1 września 1938 roku, z chwilą wejścia w życie ustawy z dnia 9 kwietnia 1938 roku o powszechnym obowiązku wojskowym. Obok wspomnianej ustawy i rozporządzeń wykonawczych do niej, działalność KRU Ostrów Wlkp. normowały przepisy służbowe MSWojsk. D.D.O. L. 500/Org. Tjn. Organizacja służby uzupełnień na stopie pokojowej z 13 czerwca 1938 roku. Zgodnie z tymi przepisami komenda rejonu uzupełnień była organem wykonawczym służby uzupełnień .
Komendant rejonu uzupełnień w sprawach dotyczących uzupełnień Sił Zbrojnych i administracji rezerw podlegał bezpośrednio dowódcy Okręgu Korpusu Nr VII, który był okręgowym organem kierowniczym służby uzupełnień. Rejon uzupełnień nie uległ zmianie i nadal obejmował powiaty: ostrowski i kępiński.

## Obsada personalna
Poniżej przedstawiono wykaz oficerów zajmujących stanowisko komendanta Powiatowej Komendy Uzupełnień i komendanta rejonu uzupełnień oraz wykaz osób funkcyjnych (oficerów i urzędników wojskowych) pełniących służbę w PKU i KRU Ostrów Wielkopolski, z uwzględnieniem najważniejszych zmian organizacyjnych przeprowadzonych w 1926 i 1938 roku.
Komendanci
- ppor. Sokolnicki (od 29 I 1919[15])
- mjr / ppłk piech. Marian Mikołaj Trzciński (1921[4][16] – V 1927 → komendant PKU Krzemieniec[17])
- ppłk piech. Roman Michał Kantorek[a] (VI 1927[25] – 31 XII 1928 → stan spoczynku[26])
- ppłk piech. Mikołaj Byczkowski (III 1929[27] – VI 1935)
- mjr piech. Bronisław Feliks Łoziński (VI 1935 – 1939[28])

Obsada pozostałych stanowisk funkcyjnych PKU w latach 1921–1925
- I referent – kpt. piech. Józef Gawłowski (8 VI 1923[30] – II 1926 → kierownik I referatu)
- II referent – urzędnik wojsk. XI rangi / por. kanc. Franciszek Sikorski (XII 1923[31] – II 1926 → kierownik II referatu)
- referent – urzędnik wojsk. X rangi Albin Miśków (→ 25 DP[32])
- referent – urzędnik wojsk. XI rangi Franciszek Gil
- oficer instrukcyjny – kpt. piech. Kazimierz Trzciński (1923 – 1924)
- oficer ewidencyjny na powiat kępiński
  - urzędnik wojsk. XI rangi Władysław Antos (V 1923[33] – I 1924 → PKU Poznań Miasto[34])
  - por. piech. Stefan Walczyński (IV[35] – VIII 1924 → 82 pp[36])
- oficer ewidencyjny na powiat odolanowski – urzędnik wojsk. XI rangi / por. kanc. Stanisław I Piwowarczyk (1 VI 1923[37] – II 1926 → referent)
- oficer ewidencyjny na powiat ostrzeszowski – por. kanc. Alojzy Dobrowolski (V[38] – 1 VIII 1923 → Wojskowe Więzienie Śledcze Nr 7[39])
- oficer ewidencyjny na powiat ostrzeszowski – por. piech. Michał Przybysz (15 XI 1923[40])
- oficer ewidencyjny na powiat ostrowski
  - urzędnik wojsk. XI rangi Franciszek Sikorski (do XII 1923 → II referent)
  - urzędnik wojsk. XI rangi / por. kanc. Michał Biły (XII 1923[31] – IX 1925[41] → młodszy referent PKU Tarnów)

Obsada pozostałych stanowisk funkcyjnych PKU w latach 1926–1938
- kierownik I referatu administracji rezerw i zastępca komendanta
  - kpt. piech. Józef Gawłowski (od II 1926)
  - kpt. piech. Mieczysław Chudziński (X 1926[46] – IX 1930[47] → kierownik I referatu PKU Bydgoszcz Miasto)
  - kpt. piech. Jan Wiktor Kasprzak (IX 1930[48] – 31 X 1932[49] → stan spoczynku)
  - kpt. piech. Tadeusz I Piotrowski (XI 1932 – IV 1933[50] → kierownik I referatu PKU Poznań Miasto)
  - kpt. piech. Maksymilian Bosiacki (IV 1933 – III 1934[51] → dyspozycja dowódcy OK VII)
  - kpt. piech. Marcin Czosnyka (VI 1934[52] – VI 1938 → kierownik I referatu KRU)
- kierownik II referatu poborowego
  - por. kanc. Franciszek Sikorski (od II 1926)
  - kpt. piech. Jan Wiktor Kasprzak (był w 1928 – IX 1930 → kierownik I referatu)
  - kpt. piech. Maksymilian Bosiacki (IX 1930[53] – IV 1933 → kierownik I referatu)
  - por. piech. Aleksander Kozubowski (VI 1933[54] – VI 1938 → kierownik II referatu KRU)
- referent – por. kanc. Stanisław I Piwowarczyk (II 1926 – IX 1930[55] → płatnik 3 btelg.)
- referent inwalidzki – por. kanc. Stefan I Markiewicz (I 1927[56] – IV 1929[57] → dyspozycja Ministerstwa Pracy i Opieki Społecznej)

We wrześniu 1930 roku porucznik Markiewicz został przydzielony do PKU Płock.
Obsada pozostałych stanowisk funkcyjnych KRU w latach 1938–1939
- kierownik I referatu ewidencji – kpt. adm. (piech.) Marcin Czosnyka[c] (1938 – 1939)
- kierownik II referatu uzupełnień – kpt. adm. (piech.) Aleksander Kozubowski (1938 – 1939)